# Южноафриканский фунт
Южноафриканский фунт (англ. South African pound, африк. Suid-Afrikaanse pond) — денежная единица Южно-Африканского Союза в 1922—1961 годах.

## История
В 1825 году законным платёжным средством в британских колониях объявлен фунт стерлингов. До 1920 года банкноты для британской Южной Африки выпускали восемь коммерческих банков. В 1920 году казначейством Южно-Африканского Союза были выпущены золотые сертификаты, изъятые вскоре из обращения.
31 марта 1920 года учреждён государственный Южно-Африканский резервный банк, начавший операции 30 июня 1921 года. 19 апреля 1922 года выпущен южноафриканский фунт, золотое содержание которого (7,32238 г чистого золота) до 1932 года было равно золотому содержанию фунта стерлингов. Выпуск банкнот начат в 1922 году, монет — в 1923. Банкноты частных банков и английские монеты продолжали использоваться в обращении до 14 января 1932 года.
18 декабря 1946 года золотое содержание было установлено в 3,58134 г, а с 18 сентября 1949 — 2,48828 г.
14 февраля 1961 года осуществлён переход на десятичную систему и введена новая денежная единица — рэнд, обмен производился: 1 фунт = 2 рэнда.

## Монеты и банкноты
Чеканились монеты в 1⁄4, 1⁄2, 1, 3, 6 пенсов, 1 шиллинг, 1 флорин (в 1923—1930 годах), 2 шиллинга (с 1931 года), 21⁄2, 5 шиллингов, 1⁄2, 1 фунт.
Выпускались банкноты в 10 шиллингов, 1, 5, 10, 20, 100 фунтов.
| Банкноты выпуска 1948—1959 годов | Банкноты выпуска 1948—1959 годов | Банкноты выпуска 1948—1959 годов | Банкноты выпуска 1948—1959 годов | Банкноты выпуска 1948—1959 годов | Банкноты выпуска 1948—1959 годов | Банкноты выпуска 1948—1959 годов | Банкноты выпуска 1948—1959 годов | Банкноты выпуска 1948—1959 годов |
| Изображение                      | Изображение                      | Номинал                          | Размеры (мм)                     | Основные цвета                   | Описание                         | Описание                         | Языки                            | Годы печати                      |
| Лицевая сторона                  | Оборотная сторона                | Номинал                          | Размеры (мм)                     | Основные цвета                   | Лицевая сторона                  | Оборотная сторона                | Языки                            | Годы печати                      |
| -------------------------------- | -------------------------------- | -------------------------------- | -------------------------------- | -------------------------------- | -------------------------------- | -------------------------------- | -------------------------------- | -------------------------------- |
|                                  |                                  | 10 шиллингов                     | 136×78                           | коричневый                       | Ян ван Рибек                     | Лев с герба                      | Африкаанс и английский           | 1948—1959                        |
|                                  |                                  | 1 фунт                           | 149×84                           | синий                            | Ян ван Рибек                     | Лев с герба                      | Африкаанс и английский           | 1948—1959                        |
|                                  |                                  | 5 фунтов                         | 170×96                           | зелёный                          | Ян ван Рибек                     | Парусный корабль Яна ван Рибека  | Африкаанс и английский           | 1948—1959                        |
|                                  |                                  | 10 фунтов                        | 176×103                          | пурпурный                        | Ян ван Рибек                     | Золотая шахта                    | Африкаанс и английский           | 1952—1958                        |
|                                  |                                  | 100 фунтов                       |                                  | синий коричневый                 | Ян ван Рибек                     | Герб                             | Африкаанс и английский           | 1952                             |